# Everybody's Entitled to Their Own Opinion
Everybody's Entitled to Their Own Opinion es el álbum de estudio debut de la banda de punk rock estadounidense The Mr. T Experience, publicado en 1986 por Disorder Records. Este fue el primer álbum de larga duración (LP) de la banda, el cual estableció su presencia en la escena musical del Área de la Bahía de San Francisco de finales de 1980 y la década de 1990 y de nuevo en 1995. 

## Lista de canciones
1. One Big Lie
2. Just Your Way of Saying No
3. Marine Recruiter
4. Sheep
5. Surfin' Mozart
6. Danny Partridge
7. Scientific
8. Disconnection
9. Surfin' Cows
10. I'm in Love with Paula Pierce
11. Big Mistake
12. Pleasant Valley Sunday
13. Mary Mary
14. The Empty Experience

- Datos: Q5417651